# Сильвестр (Головчич)
Сильвестр Головчич (ум. 1697) — священнослужитель Киевской митрополии, ректор Киево-Могилянской академии.
Воспитанник Киевской коллегии, потом иеромонах Райского монастыря, приписанного к Киево-Братскому училищному монастырю, по предложению Лазаря Барановича, был избран на место Варлаама Ясинского киево-братским игуменом и ректором Киево-Могилянской академии в 1673 году.
Существуют различные утверждения о том, сколько лет Сильвестр Головчич управлял монастырём. По мнению митрополита Евгения, Сильвестр Головчич в 1674 года был переведён в киевский Михайловский Златоверхий монастырь, где скоро и скончался. Николай Мухин полагает, что время игуменства Головчича в Братском монастыре продолжалось, по крайней мере, до 1682 года; но профессор Н. И. Петров утверждает, что Сильвестр Головчич был киево-братским игуменом и ректором до 1684 года, в котором переведён в Михайловский Златоверхий монастырь, где и жил до самой смерти.